# Rafael Grau
Rafael Leopoldo Grau Cabero (Lima, 17 de enero de 1876-Tambobamba, Apurímac; 4 de mayo de 1917) fue un abogado y político peruano. Diputado por Cotabambas (1905-1917), se preocupó por asuntos de la defensa nacional y de relaciones exteriores, destacando por su elocuente oratoria. 
Fue también Alcalde del Callao. Estando en una gira proselitista por los pueblos de Cotabambas, con miras a su reelección parlamentaria, murió asesinado durante una refriega desatada por los partidarios de su contendor político. Su muerte provocó una gran conmoción en todo el país y muchos acusaron infundadamente al presidente José Pardo y Barreda de ser el autor intelectual del crimen. En su memoria, la antigua provincia de Cotabambas pasó a llamarse Provincia de Grau, por ley N.º 4008 del 4 de noviembre de 1919.

## Biografía
Fue hijo del mayor héroe de la historia peruana, Miguel Grau Seminario, y de Dolores Cabero de Grau. 
Cursó estudios superiores en la Universidad Mayor de San Marcos, donde se graduó de bachiller en Jurisprudencia (1900), y luego de bachiller y doctor en Ciencias Políticas y Administrativas (1902). Finalmente, se recibió de Abogado. 
Desde muy joven empezó a militar en la política, como organizador del club universitario que apoyó a Mariano Nicolás Valcárcel, líder de la Unión Cívica. Ingresó enseguida al comité central de dicho partido, que lo designó adjunto ante la Junta Electoral Nacional en 1904. En 1901 había sido elegido diputado por la provincia de Cotabambas, representación en la que se mantuvo durante doce años consecutivos. Su actuación en el Congreso se enfocó en los temas referentes a la defensa nacional (equipamiento militar, adquisición de buques de guerra, relaciones internacionales). Se destacó como orador elocuente. Fueron notables las interpelaciones que planteó en 1908 al ministro de Guerra Norberto Eléspuru. Particularmente tuvo una preocupación incesante por la recuperación del Perú de las secuelas de la guerra del Pacífico. 
Apoyó al primer gobierno de Augusto B. Leguía (1908-1912); se opuso al gobierno de Guillermo Billinghurst (1912-1914) y fue miembro del comité parlamentario que preparó el golpe de Estado del 4 de febrero de 1914. Sin embargo, se opuso ardorosamente a la disolución del Congreso. El mismo de día del golpe de Estado, asumió como Ministro de Justicia e Instrucción Pública de la Junta de Gobierno, presidida por el coronel Óscar R. Benavides, cargo en el que se mantuvo hasta el 15 de mayo del mismo año. Apoyó la elección parlamentaria de Benavides como presidente provisorio, erigiéndose en uno de los más importantes líderes de la mayoría gobiernista. Participó en la Convención de Partidos, especie de elecciones primarias convocada por el gobierno y se destacó como uno los más fervorosos defensores de la candidatura del general Pedro E. Muñiz. En esa Convención se impuso finalmente la candidatura del civilista José Pardo y Barreda, que ganó las elecciones presidenciales de 1915. En este mismo año, Rafael Grau ocupó la alcaldía del Callao. 
En 1917, al vacar su diputación por Cotabambas, Rafael postuló a la reelección en las elecciones complementarias de dicho año. Su contendor era Santiago Montesinos Guzmán, con quien ya enfrentaba una rivalidad personal muy enconada. Montesinos estaba apoyado por la alianza de los partidos gobiernistas, el Civil y el Liberal, por lo que la candidatura de Grau asumía el carácter de opositora. 
Grau emprendió una gira proselitista por los pueblos de Cotabambas (Apurímac), lo que hizo temer a sus amigos y parientes, especialmente su hermano Miguel Grau, de que pudiera sufrir un atentado contra su vida. Se solicitaron garantías al gobierno; sin embargo, la protección que debía recibir, procedente de la prefectura de Abancay, llegó tarde. Estando Grau en la localidad de Palcaro, cerca de Tambobamba, se desató una balacera entre sus partidarios y los de Montesinos. Como resultado de esta refriega, Grau resultó muerto junto con su fiel compañero, Mariano Díaz Asenjo.
El cuerpo de Grau fue trasladado al Callao, realizándose sus exequias en la Iglesia Matriz de dicho puerto, las mismas que tuvieron una asistencia multitudinaria.
El asesinato de Rafael Grau, fue, evidentemente, resultado de la rivalidad entre los bandos políticos de Cotabambas, síntoma del caciquismo imperante entonces en las provincias del Perú. Sin embargo, pronto se alzaron muchas voces acusando del crimen al gobierno de José Pardo. Miguel Grau, en la primera página del diario El Tiempo declaró: "Yo Miguel Grau, acuso a José Pardo del asesinato de mi hermano Rafael Grau". Otro de los hermanos del fallecido, Óscar Grau, que ejercía entonces la prefectura de Piura, culpó también directamente al presidente Pardo de ser el autor intelectual del crimen y en protesta renunció a su cargo. Ambos hermanos, Miguel y Óscar, participarían activamente en el golpe de Estado de 1919 que depuso a Pardo.

## Familia
Rafael Grau se casó con María Elena Price Argumaniz, con quien tuvo seis hijos:
- Dolores Victoria Grau Price, casada con Félix Jorge Navarro Irvine. Esta familia formó el apellido Navarro-Grau.
- Rafael Enrique Grau Price, casado con Martha Umlauff León.
- María Elena Grau Price
- Miguel Ricardo Grau Price, casado con Carolina María Luz Gandolfo Corbacho.
- Leopoldo Grau Price
- Guillermo Grau Price